# Isaah Yeo

a Compétitions nationales et continentales officielles uniquement.

b Matchs officiels uniquement.
Isaah Yeo, né le 6 novembre 1994 à Dubbo (Australie), est un joueur australien de rugby à XIII évoluant au poste de troisième ligne, deuxième ligne,  centre dans les années 2010 et 2020.
Natif de Nouvelle-Galles du Sud , fils d'un joueur de rugby à XIII, Justin Yeo, Isaah Yeo pratique très tôt le rugby à XIII. Il rejoint au cours de con enfance la section jeunes des Penrith Panthers. Il fait ses débuts en National Rugby League (« NRL ») lors de la saison 2014 et y devient aussitôt titulaire. Au fil des saisons, il prend le capitanat de ce club qui tout d'abord est finaliste de la NRL en 2020 avant de réaliser une série de quatre titres de NRL d'affilée - 2021, 2022, 2023 et 2024. Placé en début de carrière aux postes de deuxième ligne ou de centre, c'est au poste de troisième ligne à partir de 2019 qu'il devient une référence au point d'être nommé meilleur troisième ligne de NRL en 2020, 2021 et 2022.
Il s'impose comme titulaire en sélection australienne au poste de troisième ligne lors de la Coupe du monde en 2022 remportée 30-10 face aux Samoa. Il devient également un élément de la sélection de Nouvelle-Galles du Sud et remporte deux séries du State of Origin en 2021 et 2024.

## Biographie
Le père d'Isaah Yeo, Justin Yeo, est un ancien joueur de rugby à XIII ayant joué pour North Sydney et Balmain dans les années 1990 en National Rugby League.

## Palmarès
- Collectif :
  - Vainqueur  de la Coupe du monde : 2021 (Australie).
  - Vainqueur du State of Origin : 2021 et 2024 (Nouvelle-Galles du Sud).
  - Vainqueur de la National Rugby League : 2021, 2022, 2023 et 2024 (Penrith).
  - Finaliste de la National Rugby League : 2020 (Penrith).

- Individuel :
  - Elu meilleur troisième ligne de la National Rugby League : 2020, 2021 et 2022 (Penrith).

### Détails en club
| 2014 | Penrith Panthers | NRL | Finale prél. | 10 | 8  | 2 | - | - |      |           |   |   |   |   |   |    |   |   |   |   |   |
| 2015 | Penrith Panthers | NRL | 11e          | 21 | 8  | 2 | - | - |      |           |   |   |   |   |   |    |   |   |   |   |   |
| 2016 | Penrith Panthers | NRL | 2e tour      | 26 | 20 | 5 | - | - |      |           |   |   |   |   |   |    |   |   |   |   |   |
| 2017 | Penrith Panthers | NRL | 2e tour      | 25 | 8  | 2 | - | - |      |           |   |   |   |   |   |    |   |   |   |   |   |
| 2018 | Penrith Panthers | NRL | 2e tour      | 26 | 16 | 4 | - | - |      |           |   |   |   |   |   |    |   |   |   |   |   |
| 2019 | Penrith Panthers | NRL | 10e          | 18 | 8  | 2 | - | - |      |           |   |   |   |   |   |    |   |   |   |   |   |
| 2020 | Penrith Panthers | NRL | Finaliste    | 22 | 8  | 2 | - | - | 2020 | Perdant   | 2 | - | - | - | - |    |   |   |   |   |   |
| 2021 | Penrith Panthers | NRL | Champion     | 25 | 8  | 2 | - | - | 2021 | Vainqueur | 3 | - | - | - | - |    |   |   |   |   |   |
| 2022 | Penrith Panthers | NRL | Champion     | 23 | 16 | 4 | - | - | 2022 | Perdant   | 3 | - | - | - | - | CM | 5 | 8 | 2 | - | - |
| 2023 | Penrith Panthers | NRL | Champion     | 24 | 16 | 4 | - | - | 2023 | Perdant   | 3 | - | - | - | - |    | 3 | - | - | - | - |
| 2024 | Penrith Panthers | NRL | Champion     | 25 | 8  | 2 | - | - | 2024 | Vainqueur | 3 | - | - | - | - |    | 3 | - | - | - | - |
| 2025 | Penrith Panthers | NRL |              | 5  | 4  | 1 | - | - |      |           |   |   |   |   |   |    |   |   |   |   |   |